# Confederação dos Tamoios

A Guerra dos Tamoios foi um conflito militar travado entre os colonos portugueses no sul do Brasil, onde hoje são os estados de São Paulo e Rio de Janeiro, e os indígenas da dita Confederação dos Tamoios, liderados, em parte, pelos chefes Aimberê e Cunhambebe, da nação Tupinambá e apoiados pelos colonizadores da França Antártica liderados por Nicolas Durand de Villegagnon.
Além dos tamoios, franceses e portugueses, também participaram do conflito outros povos indígenas, como os tupiniquins, guaianá, aimoré e temiminó, que se envolveram, cada um ao seu modo, ao apoiar um dos lados.
A guerra entre os lados terminou, por fim, com a chegada de reforços portugueses – com o capitão-mor Estácio de Sá, o que deu início à expulsão dos franceses e a dizimação dos seus aliados tamoios.
O conflito é relatado, em parte, nos escritos do mercenário alemão Hans Staden, que foi prisioneiro dos tupinambá na região da atual cidade de Ubatuba por nove meses, tendo acompanhado o chefe Cunhambebe em expedições bélicas contra os portugueses e tupiniquins da região de Bertioga.

## Etimologia
O nome dessa confederação vem do vocábulo tupi antigo tamyîa (ou tamuîa), que significa antepassados.

## Início da guerra

### Precedentes
Com a intensificação da colonização na Capitania de São Vicente, surgia, cada vez mais a necessidade de obter escravizados indígenas para trabalhar nas recém-criadas plantações portuguesas. Para isso, os colonos se utilizavam de dois artifícios principais: o escambo de utensílios de origem europeia em troca da realização de mutirões nos engenhos e a incitação da guerra entre os diversos grupos indígenas para a compra de escravizados vindas dela.
Entre as práticas indígenas para estabelecer alianças com os portugueses, estava o que ficou chamado de cunhadismo, pela qual um homem passava a ser membro de um determinado povo ao se casar com uma mulher pertencente a este. Por meio disto, João Ramalho, um português que havia chegado à América por meios desconhecidos antes da colonização efetiva do território, desposou Mbici, filha do cacique tupiniquim Tibiriçá, também conhecida como Bartira. João Ramalho passou, então, a viver entre os indígenas e a adotar os seus costumes. Em 1532, quando foi fundada, no litoral a vila de São Vicente, o português já havia adotado muitos dos costumes dos nativos, tendo desposado muitas mulheres e tido uma prole já numerosa que era, por sua vez, casada com os principais chefes da terra. Por isso mesmo, a sua importância foi logo reconhecida pelos colonizadores, que logo estabeleceram uma relação amistosa com os tupiniquins de São Vicente.
A colaboração dos tupiniquins com os portugueses resultou numa forte aliança que possibilitou, entre outros eventos, a fundação do colégio jesuíta de São Paulo de Piratininga, em 1554, pelos jesuítas Manuel da Nóbrega e José de Anchieta na aldeia de Tibiriçá. A rivalidade entre as diferentes nações indígenas, existentes previamente à invasão europeia, associada à demanda de escravos para o empreendimento da colonização fizeram com que portugueses e tupiniquins se lançassem sobre os tupinambás e outros povos que opuseram-se belicamente ao jugo colonial.[carece de fontes?]

### Estopim
Um ataque dos portugueses à aldeia do chefe tupinambá Cairuçu resultou em seu cativeiro e de seu povo no território do governador Brás Cubas. Preso em péssimas condições de sobrevivência, Cairuçu morreu no cativeiro. Seu filho, Aimberê, insuflou uma revolta e fuga do cativeiro. De volta à aldeia de Ubatuba (Uwa-ttybi), assumiu o comando do povo e declarou guerra aos colonos portugueses e seus antigos inimigos tupiniquins. Para fortalecer o levante, ele se reuniu com os membros tupinambás Pindobuçu, de Iperoig (atual Ubatuba), e Cunhambebe (pai), de Angra dos Reis, constituindo o entrincheiramento de Uruçumirim, no outeiro da Glória, passando a ser o chefe da Confederação dos Tamoios junto com Cunhambebe. Posteriormente, Cunhambebe assumiu a liderança da Confederação dos Tamoios e conseguiu o apoio dos povos goitacás e aimorés. A declarativa de guerra ocorreu na mesma época em que os franceses estavam chegando ao Rio de Janeiro, na intenção de colonizar territórios pertencente aos Tupis e as partes recém conquistadas por Portugal.[carece de fontes?]

### Participação francesa
Para patrocinar o conflito contra os portugueses, o francês Villegaignon ajudou os tupinambás oferecendo armamentos a Cunhambebe. Porém, uma epidemia dizimou alguns indígenas combatentes, inclusive o líder Cunhambebe, enfraquecendo enormemente o levante.

## A confederação
Aimberê, da aldeia de Ubatuba (etimologia incerta. Talvez de U'ubá-tyba, ajuntamento de cana-de-flecha, ou Ubá-tyba, ajuntamento de canoas), reuniu-se onde hoje é Mangaratiba, no litoral oeste fluminense, com os demais chefes tupinambás: Pindobuçu, de Iperoig (atual Ubatuba); Koaquira, Cunhambebe (pai), de Ariró (atual Angra dos Reis); e Guayxará, de Taquarassu-tyba. Sob a liderança de Cunhambebe e com o apoio de outras nações indígenas, como os goitacás, os tupinambás organizaram uma aliança contra os tupiniquins e portugueses.[carece de fontes?]
Os franceses forneceram, aos tupinambás, armas para o confronto, visto que tinham interesse em ocupar a baía de Guanabara. Com a morte de Cunhambebe (pai) durante uma epidemia, Aimberê passou a ser o líder da confederação.[carece de fontes?]
A estratégia de Aimberê consistiu em ampliar ainda mais a confederação, de modo a incluir o apoio dos tupiniquins. Para isso, pediu a Jagoaranhó, chefe dos tupiniquins e sobrinho de Tibiriçá, que o convencesse a deixar os portugueses e a se juntar à confederação.[carece de fontes?]

## Conflitos indígenas
Com a morte de Cunhambebe, Aimberê continuou a revolta contra os portugueses e fez o possível para que os tupiniquins lutassem a seu favor. Ele fez contato com o líder Tibiriçá, através do sobrinho Jagoaranhó, e marcou um encontro para selar a confederação. Quando os tamoios chegaram na aldeia, Tibiriçá se declarou fiel aos portugueses e matou seu sobrinho, suscitando uma investida que dizimou grande parte do povo guaianás. Apesar do armistício de Iperoig, em 1563, os combates continuaram. Em 1567, a chegada de Mem de Sá ao território do Rio de Janeiro provocou a derrota dos franceses e dos tamoios, encerrando o conflito.[carece de fontes?]

## Fim da guerra

### O armistício de Iperoig
Com a interferência dos jesuítas Nóbrega e Anchieta, fundadores de São Paulo, uma trégua foi selada no episódio conhecido como Armistício de Iperoig, no qual os portugueses foram obrigados a libertar todos os indígenas escravizados.[carece de fontes?]

### O fim da confederação
O fim da trégua conquistada em Iperoig (atual Ubatuba) se deu com o fortalecimento da colonização portuguesa, com os portugueses se lançando sobre as aldeias indígenas, matando e escravizando a população. Os tupinambás foram se retirando em direção à baía de Guanabara. Contudo, em 1567, com a chegada de reforços para o capitão-mor Estácio de Sá, que havia fundado, dois anos antes, a cidade de São Sebastião do Rio de Janeiro, iniciou-se a etapa final de expulsão dos franceses e de seus aliados tamoios da Guanabara, tendo lugar a dizimação final dos tupinambás e a morte de Aimberê na Guerra de Cabo Frio.[carece de fontes?]

## Na cultura popular

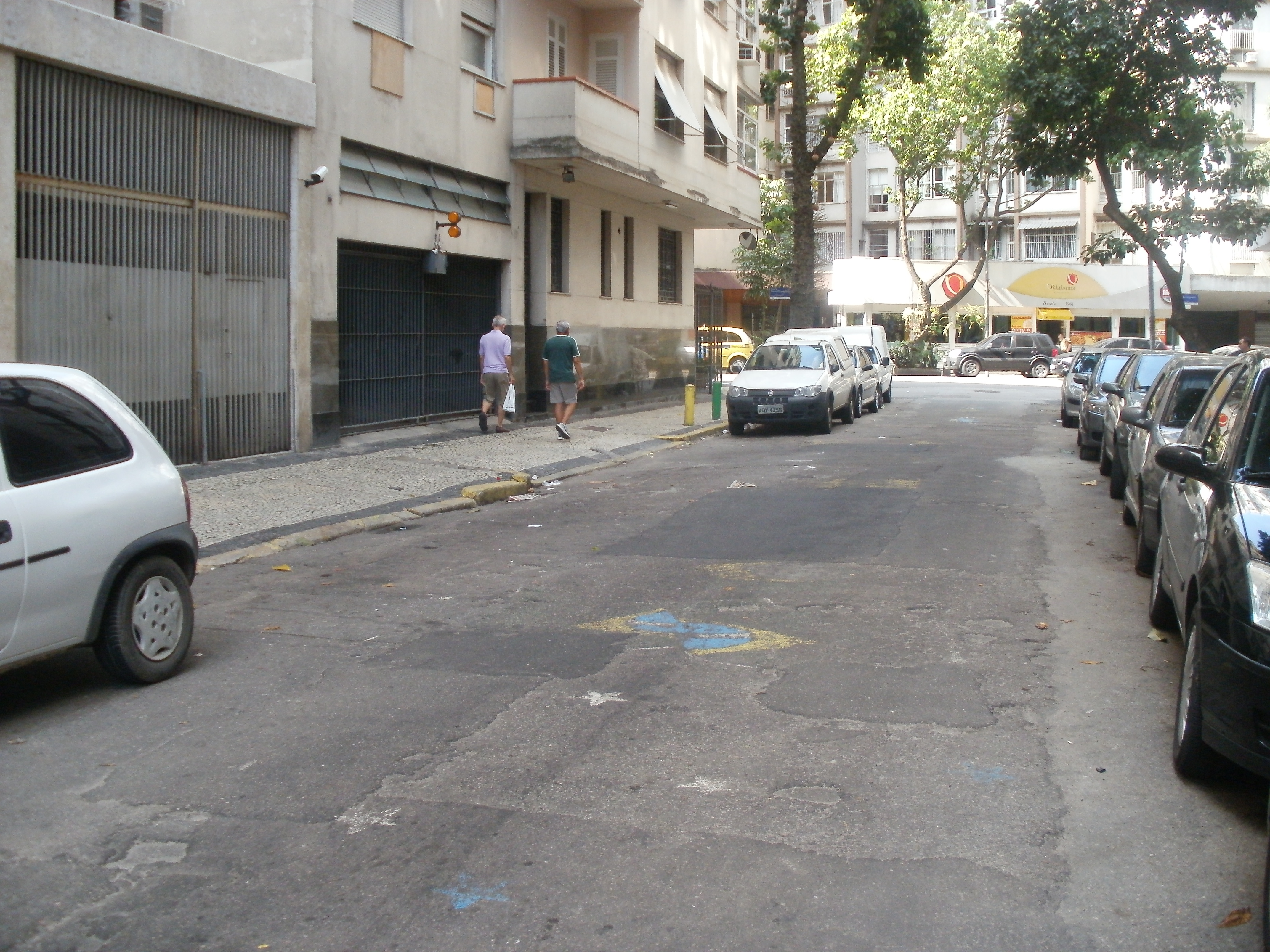
Travessa dos Tamoios, no bairro do Flamengo, na cidade do Rio de Janeiro: exemplo de topônimo atual que homenageia os tamoios

Mais de três séculos depois, a guerra foi tema do poema A Confederação dos Tamoios, do romântico Gonçalves de Magalhães, datado de 1856.
Em 1883, Rodolfo Amoedo representou o episódio histórico em sua pintura "O último tamoio".
Além disso, várias ruas, praias e estradas atuais do Brasil foram batizadas com o nome "Tamoios". Por exemplo, a rodovia dos Tamoios, que corta o litoral norte paulista, região que era habitada pelos tamoios. Ou também, algumas ruas da região de Perdizes, bairro da grande São Paulo, com nomes de Iperoig e Aimberê. Existe, também, a rua dos Tamoios próxima ao aeroporto de Congonhas (na Zona Sul da cidade de São Paulo). Uma das ruas do Iguatemi (extremo da Zona Leste de São Paulo) empresta o nome desta revolta indígena.